# Studi senesi
Studi Senesi è la rivista  con peer review  del Dipartimento di giurisprudenza dell'Università degli studi di Siena, nata nel 1884.

## Storia
Studi Senesi nasce nel 1884 da un’idea di Enrico Ferri con la denominazione Studi Senesi nel Circolo giuridico della R. Università, a cura dei professori Bartolommeo Aquarone, Giampietro Chironi, Achille Loria, Pietro Rossi, Vittorio Sciaoloja, Galgano Vegni (preside), e dello stesso Enrico Ferri. 
Qualche anno prima, nell’anno accademico 1879-80, era stato creato il Circolo Giuridico, sul modello dei celebri seminari delle università tedesche. Fino al 1892 costituisce  una diretta emanazione del Circolo, per poi passare sotto la responsabilità della Facoltà giuridica.   
La rivista sorge e si sviluppa, del resto, come naturale palestra dei contributi di docenti e allievi. Dal 1928  ospita anche gli scritti di docenti con un passato “senese” e laureati in Giurisprudenza.
Dopo la direzione del Ferri nei primi tre anni è stata guidata, tra gli altri, da Ferdinando Bianchi, Pietro Rossi, Augusto Graziani, Carlo Calisse, Domenico Zanichelli, Giuseppe Leporini, Filippo Virgilii, Bruno Paradisi, Arnaldo Biscardi, Domenico Maffei, Filippo Liotta. Dal 1985 la rivista è diretta dal Professor Paolo Nardi, ordinario di Storia del diritto medievale e moderno.

## Direttori responsabili
Enrico Ferri (1884-1886), Ferdinando Bianchi (giurista) (1887-1890), Muzio Pampaloni (1887-1895), Pietro Rossi (1891-1931), Carlo Calisse (1895), Augusto Graziani (1865-1944)(1896-1899), Domenico Zanichelli (1899-1904), Giuseppe Leporini (1904-1918), Filippo Virgilii (1931-1950), Andrea Rapisardi Mirabelli(1939), Bruno Paradisi (1945), Arnaldo Biscardi (1951-1961), Domenico Maffei (1962-1980), Filippo Liotta (1981-1984), Paolo Nardi (direttore in carica  dal 1985).